# PWI Most Hated Wrestler of the Year
Le PWI Most Hated Wrestler of the Year Award, remis chaque année depuis 1972 par le magazine de catch Pro Wrestling Illustrated, reconnait le catcheur le plus détesté de l'année selon les votes des lecteurs.

## Palmarès
| Année | Vainqueur                     | Second                                             | Troisième                               | Quatrième                           |
| ----- | ----------------------------- | -------------------------------------------------- | --------------------------------------- | ----------------------------------- |
| 1972  | The Sheik                     |                                                    |                                         |                                     |
| 1973  | « Superstar » Billy Graham    |                                                    |                                         |                                     |
| 1974  | The Great Mephisto            |                                                    |                                         |                                     |
| 1975  | Greg Valentine                |                                                    |                                         |                                     |
| 1976  | Stan Hansen                   | Ox Baker (en)                                      | Terry Funk                              | The Spoiler (en)                    |
| 1977  | Ken Patera                    | Ric Flair                                          | Superstar Billy Graham                  | Nick Bockwinkel                     |
| 1978  | Ric Flair                     | Ken Patera                                         | Victor Rivera (en)                      | Bob Orton, Jr.                      |
| 1979  | Greg Valentine                | Terry Funk                                         | Ken Patera                              | Ivan Koloff                         |
| 1980  | Larry Zbyszko                 | Greg Valentine                                     | Ernie Ladd                              | Hulk Hogan                          |
| 1981  | Ken Patera                    | Don Muraco                                         | Nick Bockwinkel                         | Roddy Piper                         |
| 1982  | Ted DiBiase                   | Blackjack Mulligan                                 | Superstar Billy Graham                  | Buzz Sawyer (en)                    |
| 1983  | Greg Valentine                | Masked Superstar                                   | Kevin Sullivan                          | Michael Hayes                       |
| 1984  | Roddy Piper                   | Kevin Sullivan                                     | Tully Blanchard                         | The Iron Sheik                      |
| 1985  | Roddy Piper                   | Chris Adams (en)                                   | Ted DiBiase                             | Big John Studd                      |
| 1986  | Paul Orndorff                 | Ric Flair                                          | Colonel DeBeers (en)                    | Rick Rude                           |
| 1987  | Ric Flair                     | André the Giant                                    | The Honky Tonk Man                      | Lex Luger                           |
| 1988  | André the Giant               | Barry Windham                                      | Eddie Gilbert (en)                      | Ted DiBiase                         |
| 1989  | Randy Savage                  | Terry Funk                                         | Rick Rude                               | Lex Luger                           |
| 1990  | Earthquake                    | Ric Flair                                          | Rick Rude                               | Eddie Gilbert (en)                  |
| 1991  | Sgt. Slaughter                | The Undertaker                                     | Lex Luger                               | Jake Roberts                        |
| 1992  | Rick Rude                     | Ric Flair                                          | Jake Roberts                            | The Moondogs (en)                   |
| 1993  | Jerry Lawler                  | Big Van Vader                                      | Yokozuna                                | Shawn Michaels                      |
| 1994  | Bob Backlund                  | Owen Hart                                          | Big Van Vader                           | Jerry Lawler                        |
| 1995  | Jerry Lawler                  | Kevin Sullivan                                     | The Gangstas (New Jack et Mustafa Saed) | Davey Boy Smith                     |
| 1996  | Hollywood Hogan               | Goldust                                            | Jerry Lawler                            | The Giant                           |
| 1997  | Bret Hart                     | Hollywood Hogan                                    | Owen Hart                               | Curt Hennig                         |
| 1998  | Hollywood Hogan               | Vince McMahon                                      | Eric Bischoff                           | Bret Hart                           |
| 1999  | Diamond Dallas Page           | Triple H                                           | The Undertaker                          | The Dudley Boyz (Bubba Ray & D-Von) |
| 2000  | Kurt Angle                    | Triple H                                           | Steven Richards                         | Jeff Jarrett                        |
| 2001  | Steve Austin                  | Booker T                                           | Kurt Angle                              | Shane McMahon                       |
| 2002  | Chris Jericho                 | The Un-Americans (Christian, Lance Storm, et Test) | Kurt Angle                              | Triple H                            |
| 2003  | Triple H                      | Kane                                               | Vince McMahon                           | Test                                |
| 2004  | Triple H                      | John "Bradshaw" Layfield                           | Kurt Angle                              | Jeff Jarrett                        |
| 2005  | Triple H                      | Edge                                               | Jeff Jarrett                            | Muhammad Hassan                     |
| 2006  | Edge                          | Jeff Jarrett                                       | Randy Orton                             | King Booker                         |
| 2007  | Randy Orton                   | Kurt Angle                                         | The Great Khali                         | Bobby Roode                         |
| 2008  | Chris Jericho                 | Edge                                               | Randy Orton                             | Kurt Angle                          |
| 2009  | Randy Orton                   | CM Punk                                            | Chris Jericho                           | Kurt Angle                          |
| 2010  | The Nexus                     | CM Punk                                            | The Miz                                 | Hulk Hogan / Eric Bischoff          |
| 2011  | The Miz                       | Alberto Del Rio                                    | Christian                               | Kurt Angle                          |
| 2012  | CM Punk                       | Bobby Roode                                        | Alberto Del Rio                         | Kevin Steen                         |
| 2013  | The Authority                 | Randy Orton                                        | Bully Ray                               | The Shield                          |
| 2014  | Triple H et Stephanie McMahon | Seth Rollins                                       | Dixie Carter                            | Batista                             |
| 2015  | Seth Rollins                  | Ethan Carter III                                   | Kevin Owens                             | Bray Wyatt                          |
| 2016  | Roman Reigns                  | Kevin Owens                                        | The Miz                                 | Eva Marie                           |
| 2017  | Jinder Mahal                  | Kevin Owens                                        | Roman Reigns                            | Sexy Star                           |
| 2018  | Brock Lesnar                  | Tommaso Ciampa                                     | Samoa Joe                               | Baron Corbin                        |
| 2019  | Baron Corbin                  | Brock Lesnar                                       | Shane McMahon                           | MJF                                 |
| 2020  | Seth Rollins                  | Roman Reigns                                       | MJF                                     | Randy Orton                         |
| 2021  | MJF                           | Roman Reigns                                       | Kenny Omega                             | Baron Corbin                        |
| 2022  | MJF                           | Roman Reigns                                       | Chris Jericho                           | Sammy Guevara                       |
| 2023  | Dominik Mysterio              | Christian Cage                                     | Roman Reigns                            | CM Punk                             |

## Source
- (en) « Pro Wrestling Illustrated Award Winners - Most Hated Wrestler of the Year (1972-2007) »(Archive.org • Wikiwix • Archive.is • Google • Que faire ?), sur Wrestling Information Archive